# Croom
Pour l’article homonyme, voir Croom (Maryland).
Croom (Cromadh en Irlandais) est un village du comté de Limerick, Irlande. Il est situé à proximité de la N20 (qui depuis peu contourne le village) sur la rivière Maigue.
À 8 km sud est de Adare sur la N 20, à Croom, se situe Castle Croom (le château de Croom), restauré au XIXe siècle. Au XVIIIe siècle, c'était le lieu de rendez-vous des poètes de la Maigue. 
À l'ouest de Croom se trouvent les ruines d'une église du XVe siècle (Monument National) et une tour ronde du XIIe siècle dont la partie supérieure manque.
L'abbaye de Monasteranenagh est située à environ 4 km à l'est de Croom, sur les rives de la rivière Camoge (ou Camogue), près de la R516, dans la commune de Monaster South. 
De nombreux Américains dont le nom de famille est Croom cherchent leurs origines dans ce village mais c'est une erreur, en fait le nom de famille Croom est rare en Irlande, alors qu'il est plus sûrement d'origine écossaise où il est plus commun.

### Article lié
- Abbaye de Monasteranenagh